# Mount Dora
Mount Dora est une ville américaine située dans le comté de Lake en Floride.

## Démographie
| 1920 | 1930  | 1940  | 1950  | 1960  | 1970  |
| ---- | ----- | ----- | ----- | ----- | ----- |
| 725  | 1 613 | 1 880 | 3 028 | 3 756 | 4 646 |

| 1980  | 1990  | 2000  | 2010   | - | - |
| ----- | ----- | ----- | ------ | - | - |
| 5 883 | 7 196 | 9 418 | 12 370 | - | - |

Selon le recensement de 2010, Mount Dora compte 12 370 habitants. La municipalité s'étend sur 9,35 milles carrés (24,22 km2), dont 8,02 milles carrés (20,77 km2) de terres.